# Alekszandr Ivanovics Lenyov
Alekszandr Ivanovics Lenyov (oroszul: Александр Иванович Ленёв; Sztalinogorszk, 1944. szeptember 25. – 2021. november 12.) szovjet válogatott orosz labdarúgó.

## Pályafutása

### A válogatottban
1966 és 1968 között 10 alkalommal szerepelt a szovjet válogatottban. Részt vett az 1968-as Európa-bajnokságon.

## Sikerei, díjai
Torpedo Moszkva
- Szovjet bajnok (1): 1965
- Szovjet kupa (1): 1967–68